# Baltazar Izaguirre
Baltazar Izaguirre (* 5. Juni 1928), auch bekannt unter den Spitznamen Tito, ist ein ehemaliger mexikanischer Fußballspieler auf der Position des Verteidigers.

## Leben
„Tito“ Izaguirre gehörte in den 1950er Jahren zur Stammformation des CD Zacatepec, mit dem er je zweimal Meister und Pokalsieger wurde sowie einmal den Supercup gewann. 
Außerdem bestritt er drei Länderspiele für die mexikanische Nationalmannschaft: eins im Rahmen der Qualifikation zur WM 1954 gegen Haiti (8:0) am 19. Juli 1953 sowie zwei in der WM-Qualifikation 1958 gegen Costa Rica (2:0 und 1:1) im Oktober 1957.

## Erfolge
- Mexikanischer Meister: 1955, 1958
- Mexikanischer Pokalsieger: 1957, 1959
- Mexikanischer Supercup: 1958